# شهریار مشیری
شهریار مشیری (زادهٔ ۱۳۳۶ در بندرعباس) نماینده‌ی حوزه‌ی انتخابیه بندرعباس، حاجی‌آباد، قشم و ابوموسی در دورهٔ هفتم مجلس شورای اسلامی بوده‌است.
وی که دارای مدرک تحصیلی دکتری معماری از ایتالیا و دکتری شهرسازی از دانشگاه علوم و تحقیقات است، همچنین طراح و مؤسس دانشگاه آزاد اسلامی واحد بندرعباس هم بوده است.
شهریار مشیری در یازدهمین انتخابات ریاست‌جمهوری در سال ۱۳۹۲ مسئولیت ستاد دکتر حسن روحانی در هرمزگان را برعهده داشت. پس از آن در شهریورماه ۱۳۹۲ به سمت مدیرعامل منطقه آزاد قشم منصوب شد.
حضور او در منطقه آزاد کوتاه بود و ۸ماه پس از انتصاب برکنار شد. طی این مدت برخی افشاگری‌های از مدیریت‌‌های سابق منطقه آزاد قشم در دولت احمدی‌نژاد بسیار جنجالی شد.
هم اکنون نیز بازنشسته شده است